# Costin Curelea
Costin Curelea (n. 11 iulie 1984, București, România) este un fotbalist român retras din activitate, care a jucat pe post de atacant la echipe ca Sportul Studențesc, CSU Craiova și Voluntari. Pe plan internațional, are prezențe la națională pentru România Sub-21 și România. După încheierea carierei, a devenit antrenor, și antrenează în prezent pe România Sub-21.
Și-a făcut debutul în Liga I pe data de 31 iulie 2004 în meciul Sportul Studențesc - Unirea Alba-Iulia 1-2. A fost antrenor secund la CFR Cluj.